# オリョーノク (小惑星)
オリョーノク (2188 Orlenok) は、小惑星帯に位置する小惑星である。
1976年、ソビエト連邦の天文学者リュドミーラ・ジュラヴリョーワが、クリミア天体物理天文台で発見した。

## 名称
オリョーノク（Орлёнок、オルリョーノクとも転記される）はロシア語で「鷲の子」を意味し、若い革命家のシンボルとされる。黒海北東岸のリゾート地トゥアプセ（現在のロシア連邦クラスノダール地方）近郊に1960年に開設された、ソビエト連邦中のピオネールの子供たちが集うキャンプ場「オリョーノク」 (Orlyonok) が20周年を迎える記念に命名された。
この命名は1981年3月1日の小惑星回報（MPC 5849）で公表された。